# Tajmuraz Salkazanov
Tajmuraz Mairbekovič Salkazanov (Salkazanty) (* 6. dubna 1996) je původem ruský zápasník – volnostylař osetské (digorské) národnosti, který od roku 2018 reprezentuje Slovensko.

## Sportovní kariéra
Je rodákem z digorské obce Karman-Sindzikau v Severní Osetii-Alanii. Zápasení se věnoval od útlého dětství pod vedením svého strýce Olega. Na olympijský volný styl se začal specializovat na sportovní škole Soslana Andijeva ve Vladikavkazu.
Na Slovensko přišel se svým osobním trenérem Albertem Bazajevem na pozvání Rodiona Kertantyho v roce 2018. Slovenské občanství získal v únoru 2020, ale za Slovensko mohl zápasit dříve v neolympijských váhových kategoriích na základě trvalého pobytu. Připravuje se a žije ve Vladikavkazu. Na Slovensku je členem "virtuálního" bratislavského klubu Alani a ve slovenské lize hostuje za východoslovenský Vihorlat Snina.

## Výsledky
| Turnaj             | 2018 | 2019 | 2020 | 2021 |
| Turnaj             | 22   | 23   | 24   | 25   |
| Turnaj             | -70  | -79  | -74  | -74  |
| ------------------ | ---- | ---- | ---- | ---- |
| Olympijské hry     |      |      |      |      |
| Mistrovství světa  | úč.  | 3.   |      |      |
| Evropské hry       |      | —    |      |      |
| Mistrovství Evropy | 7.   | —    | —    | 1.   |
| MS do 24 let       | 1.   | —    |      |      |
| ME do 24 let       | úč.  | —    |      |      |